# James Anthony Tamayo

Wappen von James Anthony Tamayo

James Anthony Tamayo (* 23. Oktober 1949 in Brownsville, Texas) ist Bischof von Laredo.

## Leben
James Anthony Tamayo empfing am 11. Juli 1976 die Priesterweihe für das Bistum Corpus Christi.
Papst Johannes Paul II. ernannte ihn am 26. Januar 1993 zum Weihbischof des Erzbistums Galveston-Houston sowie zum Titularbischof von Ita. Der Bischof von Galveston-Houston, Joseph Anthony Fiorenza, spendete ihm daraufhin am 10. März desselben Jahres die Bischofsweihe; Mitkonsekratoren waren der Bischof von Corpus Christi, René Henry Gracida, sowie der Bischof von Brownsville, Enrique San Pedro.
Am 3. Juli 2000 folgte die Ernennung zum Bischof des neu gegründeten Bistums Laredo, am 9. August desselben Jahres fand die Inthronisation statt.